# Флаг Пронского района
Флаг «муниципального образования — Про́нский муниципальный район Рязанской области» Российской Федерации — опознавательно-правовой знак, составленный и употребляемый в соответствии с российскими и международными вексиллологическими (флаговедческими) правилами, является официальным символом муниципального образования — Пронский муниципальный район Рязанской области, единства его территории, населения, прав органов местного самоуправления, его достоинства, исторического и административного значения.
Флаг утверждён 29 августа 2011 года решением Пронской районной Думы № 9/43 и внесён в Государственный геральдический регистр Российской Федерации с присвоением регистрационного номера 7109.

## Описание
«Прямоугольное полотнище с отношением ширины к длине 2:3, вдоль древка которого — жёлтая полоса шириной в 1/4 длины флага с изображением в верхней части старинной зелёной княжеской шапки с чёрной опушкой, над которой — жёлтое украшение („городок“) с белой жемчужиной. На остальной белой части полотнища воспроизведена композиция герба Пронского района — зелёный с тёмно-жёлтым стволом дуб на зелёном холме, примыкающем к нижней кромке флага, за которым — голубая даль в виде горизонтальной полосы общей шириной (вместе с холмом) в 1/5 ширины флага».

## Обоснование символики
В основу флага Пронского района положен исторический герб города Пронска, Высочайше утверждённого 29 мая (9 июня) 1779 года вместе с другими гербами городов Рязанского наместничества: в верхней части щита герб Рязанский, «Во 2-й части щита в серебряном поле большой старый дуб, означающий изобилие в лесах около сего города».

## См. также

Флаги муниципальных образований Пронского района
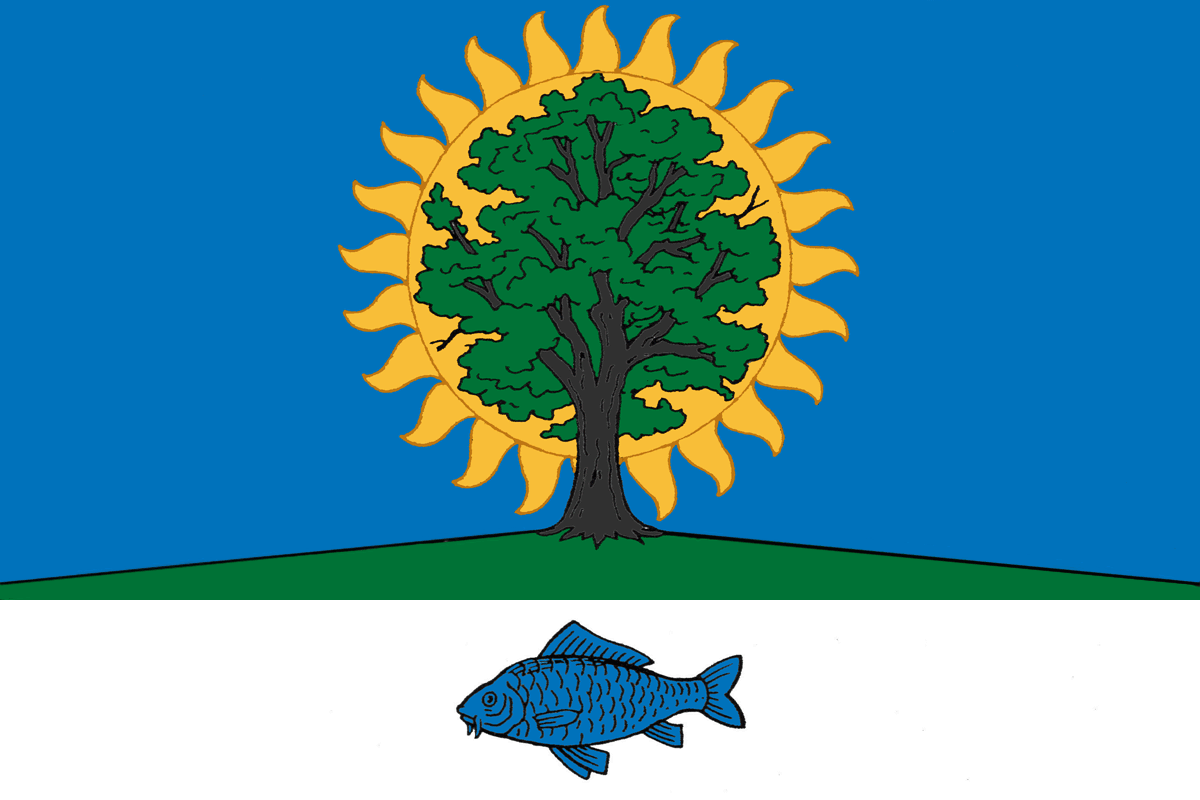
Флаг Новомичуринского городского поселения
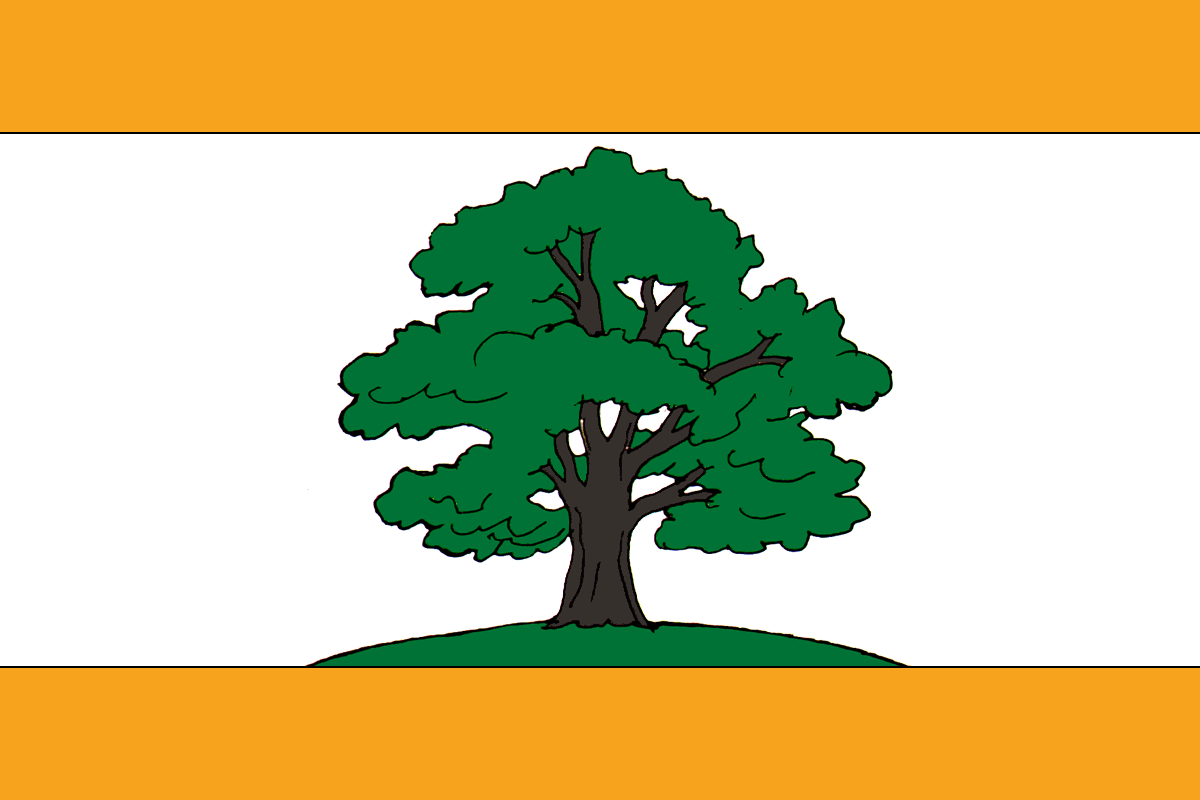
Флаг Пронского городского поселения
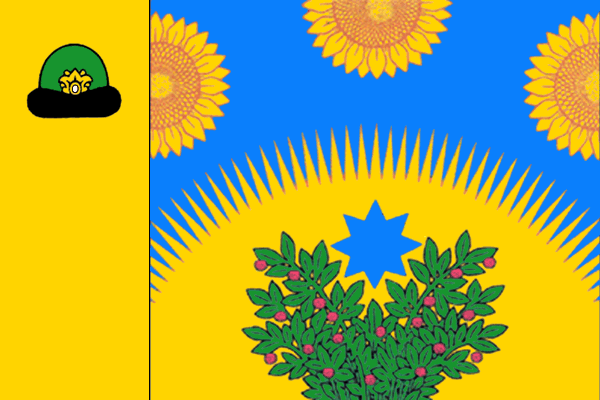
Флаг Малинищинского сельского поселения
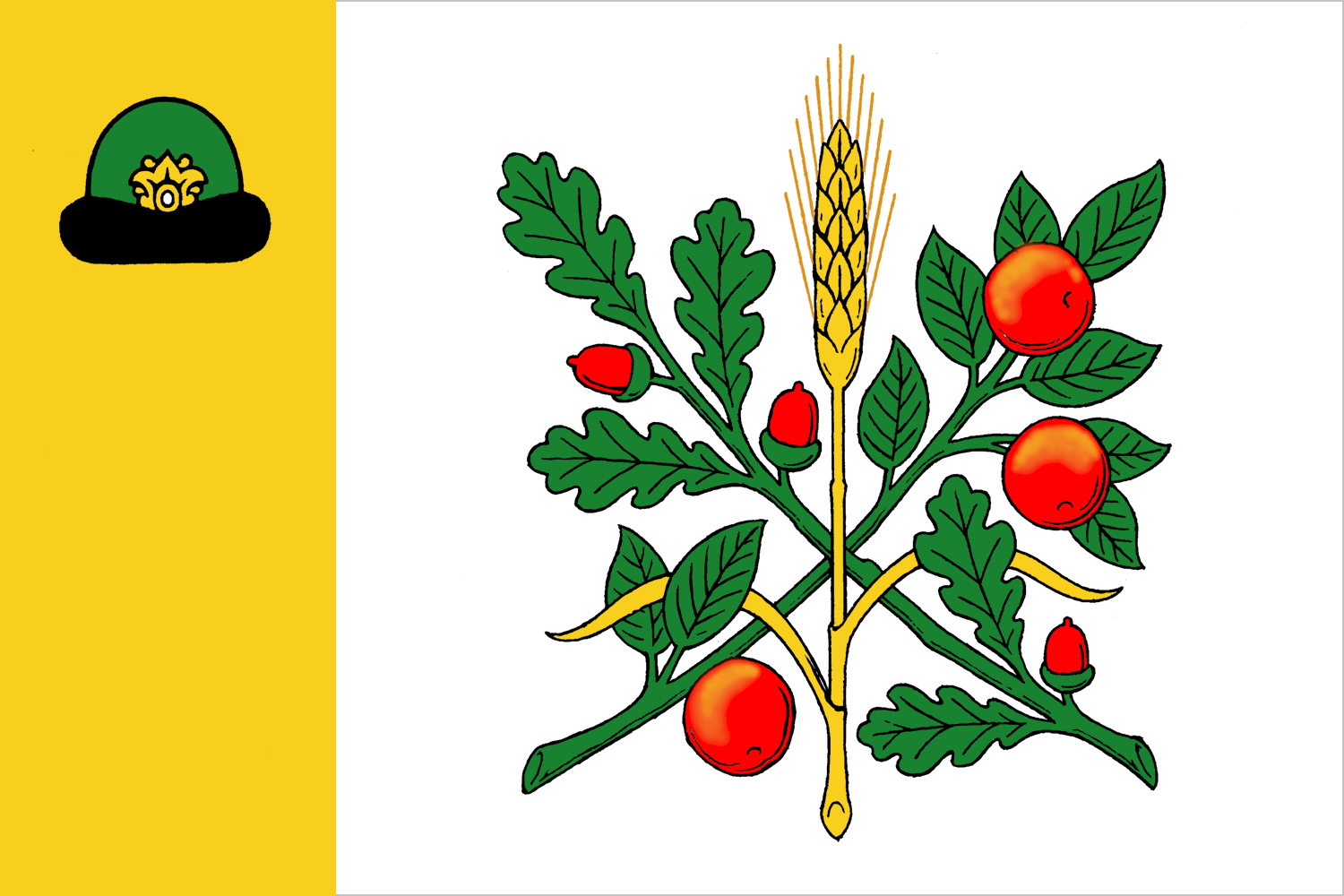
Флаг Мамоновского сельского поселения
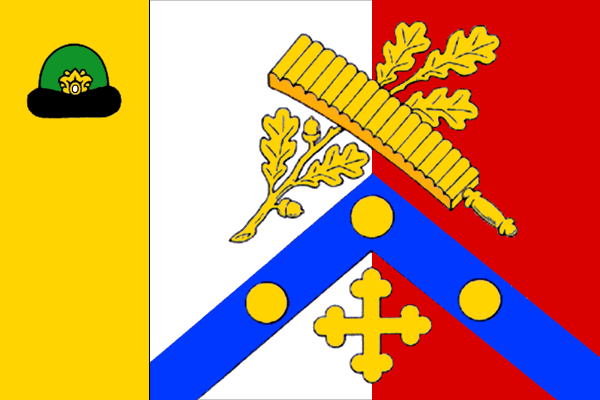
Флаг Октябрьского сельского поселения
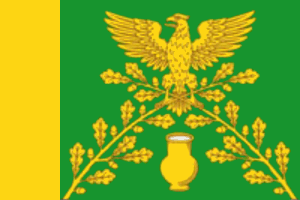
Флаг Орловского сельского поселения
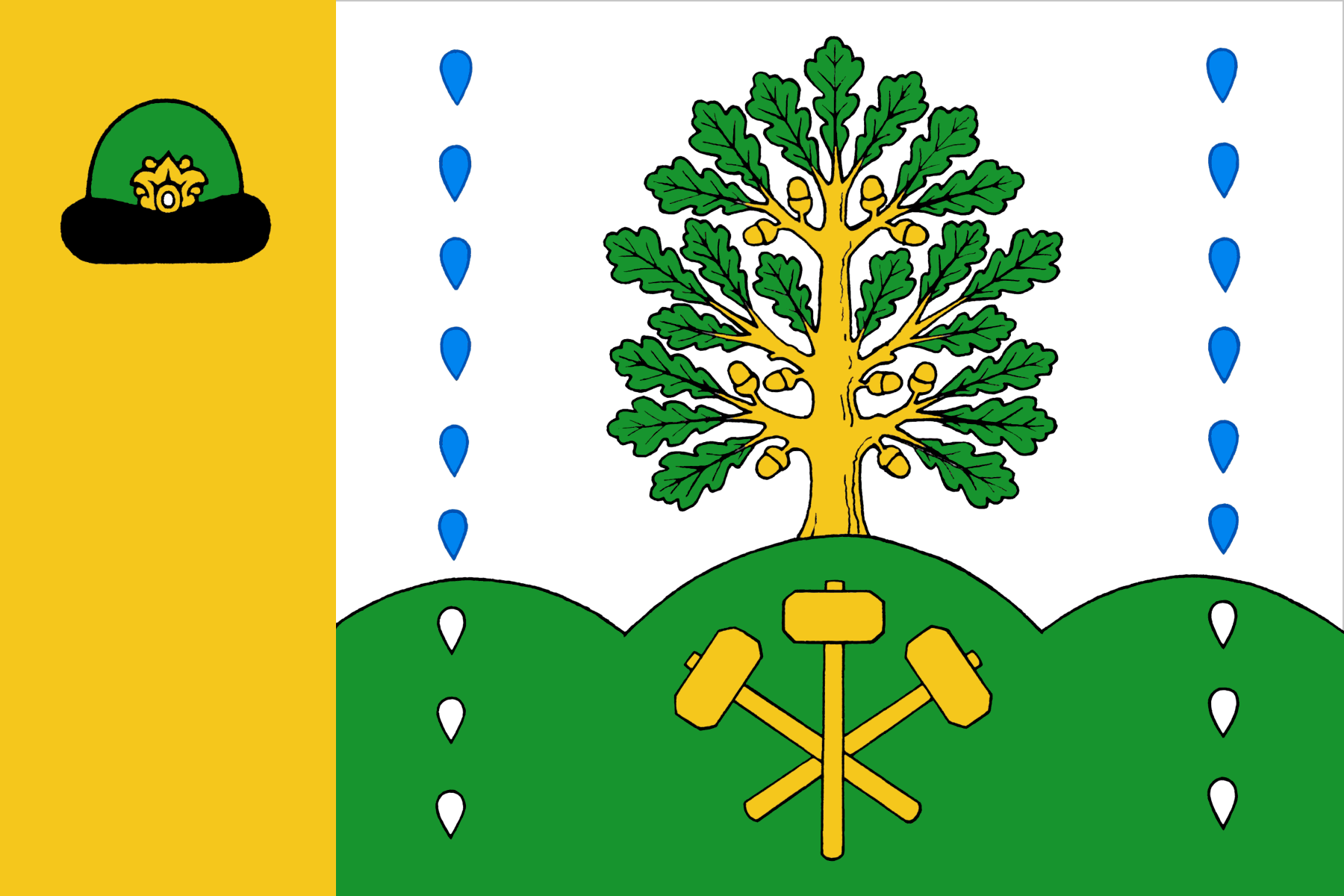
Флаг Погореловского сельского поселения
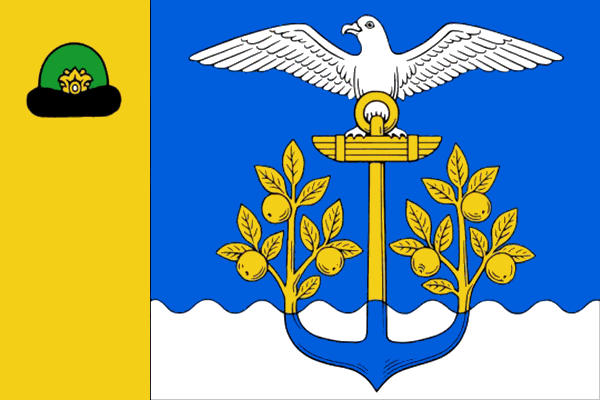
Флаг Тырновского сельского поселения